# Propliopitec
Els propliopitecs (Propliopithecus) són un gènere extint de primats (contemporani dels egiptopitecs; de fet s'ha considerat que siguin el mateix gènere) trobat als llocs fòssils del Faium (Egipte). Eren catarrins arcaics i es creu que eren avantpassats comuns de simis i de mones del Vell Món. Igualment, els propliopitecs es poden considerar, o relacionar de prop amb un avantpassat directe dels éssers humans. Tindrien uns 40 cm de longitud i, possiblement, eren molt semblants als gibons. Tenien una visió estereoscòpica i per les característiques de la seva dentadura, es dedueix que eren omnívors.